# Абонемент
Абонеме́нт  (фр. abonnement от фр. abonner - подписывать)  — договор, по которому одна сторона (абонент) имеет право пользоваться каким-либо имуществом или право требовать оказания определённых услуг от другой стороны периодически, в течение срока действия договора абонемента.

## Характеристика договора абонемента

Абонемент на посещение домашних матчей команды «Спартак»

Об абонементе можно говорить применительно к:
- договорам на оказание услуг телефонной связи, на снабжение электроэнергией, газом, гарантийный ремонт и гарантийное, а также сервисное обслуживание и т. п.
- договорам пользования фондами библиотек (библиотечный и межбиблиотечный абонемент);
- билетам на регулярное посещение театров, концертов, музеев или бассейнов, фитнес-клубов, спортивных залов, спа-салонов;
- договорам кредитной линии, револьверного аккредитива;
- билетам "на количество поездок" и "на длительный срок" (день, месяц, год и т.п.) для проезда в общественном транспорте и в метрополитене.

Абонемент может быть как безвозмездным (библиотечный абонемент), так и возмездным. Покупная цена предмета договора абонемента называется абонентской платой.
По своей юридической природе абонемент соединяет в себе элементы договоров имущественного либо личного найма с элементами предварительного договора. В некоторых случаях в абонемент могут включаться условия, присущие договору в пользу третьего лица — когда абонент назначает пользователем (выгодоприобретателем) третье лицо.